# Jasnoje (Kaliningrad, Bagrationowsk, Pogranitschny)
Jasnoje (Ясное, deutsch Lönhöfen) war ein Ort in der russischen Oblast Kaliningrad (Gebiet Königsberg (Preußen)). Seine Ortsstelle befindet sich heute im Munizipalkreis Rajon Bagrationowsk (Stadtkreis Preußisch Eylau).

## Geographische Lage
Die Ortsstelle von Jasnoje resp. Lönhöfen liegt im südlichen Westen der Oblast Kaliningrad, zehn Kilometer östlich der einstigen Kreisstadt Heiligenbeil (russisch Mamonowo) bzw. 37 Kilometer westlich de heutigen Rajonshauptstadt Bagrationowsk (deutsch Preußisch Eylau).

## Geschichte
Das seinerzeitige Smayditten wurde 1262 erstmals urkundlich erwähnt. Das Dorf, das aus mehreren großen und kleinen Höfen bestand, hieß nach 1263 Lehmanshofen, vor 1700 Lehnhöffen, nach 1704 Löhnhöffen, nach 1716 Lohnhöfen, nach 1785 Löhnhof und nach 1820 bis 1947 Lönhöfen. 
Im Jahre 1874 wurde die Landgemeinde Lönhöfen in den neu gebildeten Amtsbezirk Deutsch Thierau (russisch Iwanzowo) im ostpreußischen Kreis Heiligenbeil eingegliedert. Im Jahre 1910 zählte Lönhöfen 69 Einwohner.
Am 30. September 1928 schlossen sich die Landgemeinden Lönhöfen und Preußisch Thierau (russisch Panfilowo) zur neuen Landgemeinde Lönhöfen im Kreis Preußisch Eylau zusammen. Die Einwohnerzahl der auf diese Weise neu formierten Landgemeinde Lönhöfen belief sich 1933 auf 132 und 1939 ebenfalls auf 132.
Mit dem gesamten nördlichen Ostpreußen kam Lönhöfen 1945 in Kriegsfolge zur Sowjetunion. Eine Umbenennung in „Jasnoje“ fand erst im Jahre 1947 statt. In diesem Jahr allerdings kam der Ort zum Nowo-Moskowski selski Sowet (Dorfsowjet Nowo-Moskowskoje (Poplitten)), bald aber dann zum Pogranitschny selski Sowet (Dorfsowjet Pogranitschny (Hermsdorf)). Doch es kam zu keiner regulären Besiedlung des Ortes, schon lange vor 1975 galt Jasnoje als verlassen und gilt heute als untergegangen. Seine Ortsstelle liegt heute im Rajon Bagrationowsk (Stadtkreis Preußisch Eylau) in der Oblast Kaliningrad (Gebiet Königsberg (Preußen)) in Russland.

## Religion
Bis 1945 war Lönhöfen aufgrund überwiegend evangelischer Bevölkerung in die Kirche Deutsch Thierau (russisch Iwanzowo) in der Kirchenprovinz Ostpreußen der Kirche der Altpreußischen Union eingepfarrt.

## Verkehr
Die Ortsstelle von Jasnoje resp. Lönhöfen liegt an der kommunalen Nebenstraße 27K-121, die von Mamonowo (Heiligenbeil) über Lipowka (Gallingen, Grünwalde und Rosocken) dorthin führt und weiter zur 27A-002 (ex R 516, einstige „Berlinka“) verläuft.